# Constancio Miranda Weckmann
Constancio Miranda Wechmann (ur. 15 września 1952 w Las Cruces) – meksykański duchowny rzymskokatolicki, arcybiskup Chihuahua od 2009.

## Życiorys
Święcenia kapłańskie otrzymał 30 września 1977 i został inkardynowany do prałatury terytorialnej Madery. Przez dziesięć lat pracował duszpastersko na terenie prałatury. W latach 1987–1989 studiował w Rzymie, zaś po powrocie do kraju został wikariuszem generalnym.
27 czerwca 1998 papież Jan Paweł II mianował go biskupem diecezjalnym diecezji Atlacomulco. Sakry biskupiej udzielił mu 4 sierpnia 1998 ówczesny nuncjusz apostolski w Meksyku - abp Justo Mullor García.
29 września 2009 papież Benedykt XVI mianował go ordynariuszem archidiecezji Chihuahua.